# Conde de São Joaquim
Conde de São Joaquim é um título nobiliárquico criado por D. Carlos I de Portugal, por Decreto de 22 de Maio de 1890, em favor de Joaquim Lopes Lebre, antes 1.° Barão de São Joaquim e 1.° Visconde de São Joaquim.
Titulares
1. Joaquim Lopes Lebre, 1.º Barão, 1.° Visconde e 1.° Conde de São Joaquim.